# Angry Birds Stella
Angry Birds Stella este un joc video și al doilea spin-off din seria Angry Birds dezvoltat de Rovio Entertainment. Jocul a fost lansat pe 4 septembrie 2014.

## Gameplay
Ca și în originalul Angry Birds, jucătorii folosesc o praștie pentru a lansa păsările și să lovească porcii. 
Stella și prietenele ei fac echipă pentru a o învinge pe Gale, prințesa rea care a furat harta și pozele ei.

## Episoade
| # | Episod       | Nivele     | Data lansării     |
| - | ------------ | ---------- | ----------------- |
| 1 | Branch Out   | 66         | 4 septembrie 2014 |
| 2 | Beach Day    | 65         | 4 septembrie 2014 |
| 3 | Crystal Cave | Necunoscut | Necunoscut        |

## Telepods
Ca și în Angry Birds Star Wars II și Angry Birds Go!, Angry Birds Stella are Telepods. Acest joc de la Rovio este al 3-lea care include Telepods.

## Televiziune
Rovio a anunțat o serie de desene animate bazate pe joc cu primul episod apărut pe 29 octombrie 2014 pe Toons.TV numit "Angry Birds Stella".

## Benzi desenate
Rovio a confirmat că va face o serie de benzi desenate cu Angry Birds Stella în 2014.